# Гадательные книги
Гадательные книги — памятники славянской книжности, служащие для предсказания будущего, определения судьбы.

### Описание
Такие книги являлись в основном переводными произведениями, заимствованными православными славянами из Византии (и в меньшей степени с Востока), а славянами-католиками — из Западной Европы. Генетическая связь славянских гадательных книг с древнееврейскими, арабскими, греческими предсказательными сочинениями — свидетельство их древности как книжного жанра.
Общие представления о славянских гадательных книгах дают индексы отреченных книг XIV—XVII веков, включающие перечень «богоотметных и ненавидимых книг». Некоторые гадательные книги, упомянутые в индексах, до сих пор неизвестны (например, «Чаровник», «Волховник»). В индексы отреченных книг вносились не только названия сочинений, но и названия суеверных примет, не связанных с определёнными текстами (стенотреск, мышеписк, окомиг, ухозвон). Хотя эти книги представлены у славян относительно поздними списками (за исключением гадательных приписок к Псалтыри, известных с XI века, они не встречаются в рукописной традиции ранее XIII века), появление гадательных книг правомерно рассматривать в русле формирования славянской переводной литературы (IX — первая половина X века).
Выделяются две группы славянских гадательных книг:
1. прогностики — сборники предсказаний, примет с толкованиями относительно природных и физиологических явлений (Громник, Лунник, Трепетник и др.);
2. книги, гадание по которым сопровождалось выполнением определённых действий (бросанием жребия) или вычислительных операций (Рафли, Планетник, Зверинец, Sortilegia). С этой группой текстов связаны гадания по Псалтыри (гадательные приписки на полях, «Число псалтырьно», «Гадания царя и пророка Давида»). В то же время Псалтырь может быть инструментом гадания (аналогично могут быть использованы любые книги Священного Писания, чаще всего Евангелие).

Книга «Чаровник» известна по индексам отреченных книг, где сказано, в частности, что она состояла из 12 глав. Судя по показанию индекса, это было сочинение по оборотничеству. Его описание в индексе обнаруживает близкое сходство со сведениями скандинавского «Круга Земного» о чародейских способностях Одина: «Один мог менять свое обличье. Тогда его тело лежало, как будто он спал или умер, а в это время он был птицей или зверем, рыбой или змеей и в одно мгновение переносился в далекие страны».

### В искусстве
Гадательная книга была любимым и единственным чтением Ивана Фёдоровича Шпоньки из повести Н. В. Гоголя «Иван Фёдорович Шпонька и его тётушка».